# Battaglia di Ipso
La battaglia di Ipso, chiamata anche "battaglia dei re", fu combattuta nei pressi dell'omonimo villaggio della Frigia nel 301 a.C. tra alcuni dei Diadochi, i successori di Alessandro Magno: il sovrano di Asia Minore, Siria e Palestina, Antigono Monoftalmo, e suo figlio Demetrio I Poliorcete affrontarono gli eserciti coalizzati di Cassandro I, sovrano di Macedonia, Lisimaco, sovrano di Tracia, e Seleuco I Nicatore, sovrano di Babilonia e Persia. La vittoria degli alleati e la morte di Antigono sancirono la fine dell'ultimo tentativo di ricostituire l'impero di Alessandro, e la frammentazione del mondo ellenistico in diversi regni indipendenti.
La battaglia vide sul campo il più imponente schieramento di elefanti da guerra del mondo antico.

## Battaglia

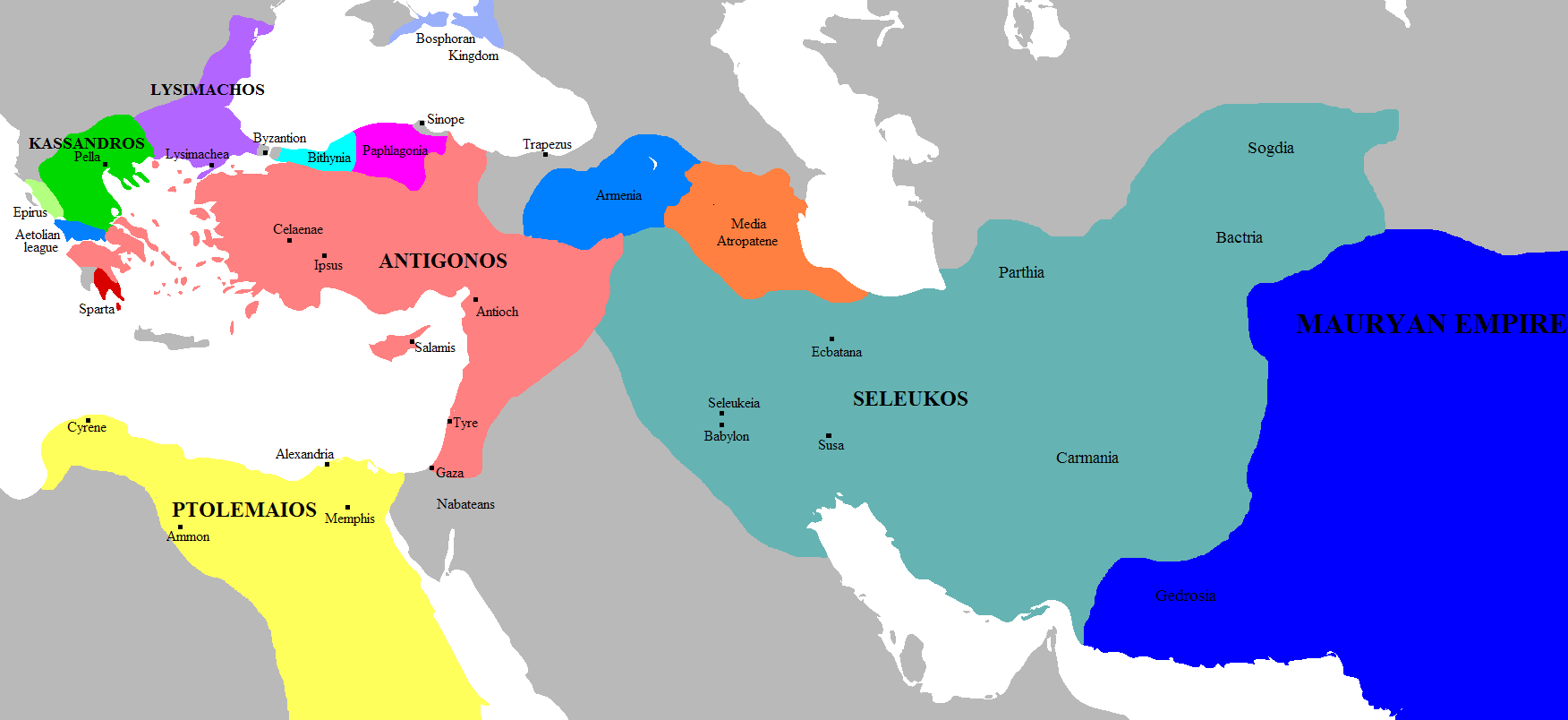
La situazione politica nel 303 a.C., prima della battaglia

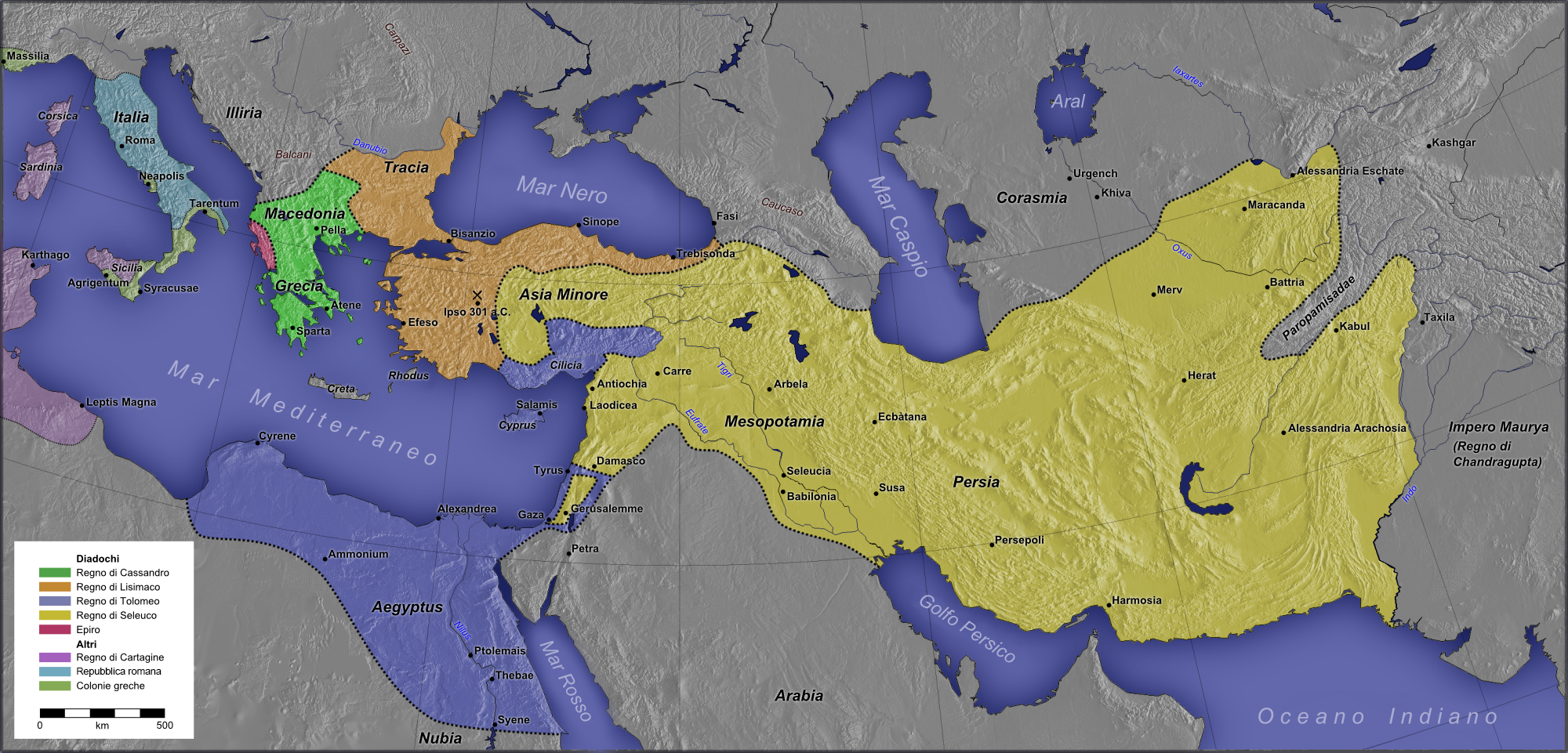
La situazione politica nel 301 a.C., dopo la battaglia

A ventidue anni dalla morte di Alessandro, Antigono Monoftalmo, seppur ultraottantenne, bramava ancora ampliare il suo dominio sul mondo ellenistico sconfiggendo i due più grandi avversari: Tolomeo, re dell'Egitto, e Seleuco, che controllava il territorio dalla Siria all'Indo.
Approfittando del fatto che Tolomeo era occupato in una campagna in Siria, Antigono si alleò al figlio Demetrio al fine di dare una decisiva prova di forza in Anatolia. In vista di ciò Seleuco si alleò con Lisimaco, re di Tracia, e provocò Antigono a dargli battaglia ad Ipso; gli eserciti in campo furono di dimensioni impressionanti da entrambe le parti, ma Seleuco disponeva di un numero nettamente maggiore di elefanti.
La battaglia non durò molto, Demetrio Poliorcete guidò una potente carica di cavalleria travolgendo l'ala sinistra nemica, tuttavia non poté poi convergere al centro perché Seleuco lo anticipò bloccandolo con alcuni elefanti, impedendogli sia di portare aiuto ad Antigono, sia di ripiegare in caso di sconfitta. Lo scontro decisivo si svolse al centro, dove la fanteria di Antigono, subissata dalle frecce e dai giavellotti dei Seleucidi, cominciò a ripiegare; quando Antigono stesso cadde trafitto da un giavellotto fu la disfatta.
In seguito a questa battaglia Seleuco ampliò i propri domini nella Siria settentrionale.